# Laetesia egregia
Laetesia egregia là một loài nhện trong họ Linyphiidae.
Loài này thuộc chi Laetesia. Laetesia egregia được Eugène Simon miêu tả năm 1908.